# Het hoge gras
Het hoge gras (originele Engelse titel: In the Tall Grass) is een thriller van Stephen King en zijn zoon Joe Hill. Het verhaal werd voor het eerst gepubliceerd in twee delen van het Amerikaanse tijdschrift Esquire in 2012. Een Nederlandse vertaling werd in oktober 2013 uitgebracht als novelle en telt 64 pagina's. Het was niet de eerste keer dat King en Hill samenwerkten aan een boek. In 2009 hadden ze samengewerkt aan het boek Throttle, dat in 2009 uitkwam in de Verenigde Staten. Na deze twee verhalen heeft King Hill nog geholpen met het editen van het boek You Are Released, dat werd uitgebracht in 2018.

## Verhaal
Cal en zijn zwangere zus Becky Demuth zijn op weg naar hun oom en tante waar Becky wil bevallen van haar kind, om het daarna af te staan ter adoptie. Ze maken een tussenstop bij een oude kerk. Hier horen ze een jongetje roepen om hulp vanuit een veld met hoog gras, terwijl zijn moeder hem aanspoort om stil te zijn. De twee gaan het veld in om te kijken of ze iets kunnen doen, maar raken elkaar kwijt.

## Personages
- Becky Demuth: Zwanger meisje dat naar haar grootouders gaat.
- Cal Demuth: Broer van Becky die mee gaat met haar.
- Nathalie: Moeder van Tobin die vermoord wordt.
- Tobin: Klein jongetje dat schreeuwt om hulp
- Ross: Vader van Tobin die Becky aanvalt.

## Titelverklaring
De titel 'Het hoge gras' verwijst naar de locatie waarop het verhaal zich grotendeels afspeelt. Het is een mysterieuze plaats waar verscheidene mysterieuze dingen gebeuren.

## Verfilming
Netflix kondigde op 7 mei 2018 aan dat het boek verfilmd zou worden. De film In the Tall Grass ging op 20 september 2019 in première op het Fantastic Fest en verscheen op 4 oktober 2019 op Netflix.